# Teteven
Teteven (en búlgaro: Тетевен) es una ciudad de Bulgaria en la provincia de Lovech.

## Geografía
Se encuentra a una altitud de 435 m s. n. m. a 105 km de la capital nacional, Sofía.

## Demografía
Según estimación 2012 contaba con una población de 10 223 habitantes.
|         | 2004   | 2005   | 2006   | 2007   | 2008   | 2009   | 2010   |
| Mujeres | 5 522  | 5 469  | 5 432  | 5 356  | 5 375  | 5 333  | 5 248  |
| Varones | 5 473  | 5 485  | 5 438  | 5 357  | 5 331  | 5 280  | 5 181  |
| Total   | 10 995 | 10 954 | 10 870 | 10 713 | 10 706 | 10 613 | 10 429 |